# Metroid Prime 4: Beyond
Metroid Prime 4: Beyond é um futuro jogo eletrônico de ação-aventura em primeira pessoa, desenvolvido pela Retro Studios e publicado pela Nintendo para o Nintendo Switch e Nintendo Switch 2. Os jogadores controlam a caçadora de recompensas Samus Aran, que faz uso de novas habilidades psíquicas no planeta Viewros. 
Foi anunciado na Electronic Entertainment Expo de 2017, supostamente produzido pela Bandai Namco Studios. Entretanto, a produção de Metroid Prime 4 foi reiniciada em janeiro de 2019 e o projeto transferido para a Retro Studios, os desenvolvedores da trilogia original. Beyond tem lançamento previsto para 2025.

## Premissa
Após a destruição do Phazon, Aran luta pela sobrevivência no planeta Viewros e confronta inimigos, incluindo o caçador de recompensas rival Sylux. Prime 4 apresenta habilidades psíquicas, que podem ser utilizadas para operar mecanismos dentro do jogo.

## Desenvolvimento
Metroid Prime 4 foi anunciado pela Nintendo em junho de 2017 durante sua exibição na Electronic Entertainment Expo de 2017, revelando apenas a imagem do logo. Bill Trinen, diretor de marketing da Nintendo of America, confirmou pouco depois que o jogo não estava sendo desenvolvido pela Retro Studios, a responsável pela produção dos três títulos originais de Metroid Prime, mas que o projeto mesmo assim estava sendo supervisionado pelo produtor Kensuke Tanabe. Rumores que surgiram no decorrer de 2017 indicavam que o desenvolvimento estava sendo realizado pela Bandai Namco Studios em Singapura.
Houve poucas informações reveladas sobre o título ao longo de 2018, com Reggie Fils-Aimé, presidente da Nintendo of America, afirmando que o desenvolvimento estava "prosseguindo bem". Entretanto, a Nintendo anunciou em janeiro de 2019 que Metroid Prime 4 seria adiado e sua produção reiniciada do zero, desta vez com a Retro Studios assumindo a posição de desenvolvedora. Shinya Takahashi, gerente-geral da Nintendo Entertainment Planning & Development, afirmou que o desenvolvimento não chegou nos padrões de qualidade da Nintendo e assim a empresa decidiu reavaliar sua condição.
Durante uma apresentação da Nintendo Direct em junho de 2024, a Nintendo lançou o primeiro trailer e o título Metroid Prime 4: Beyond, com um ano de lançamento de 2025. O segundo trailer foi apresentado na Nintendo Direct de 27 de março de 2025, apresentando o planeta Viewros com uma ambientação de floresta, novos inimigos, uma nova raça intitulada Lamorn e habilidades psíquicas para Samus.

## Lançamento e promoção
A Nintendo apresentou o primeiro trailer e o título oficial na Nintendo Direct de 18 de junho de 2024. No trailer, foi apresentado uma jogabilidade semelhante aos jogos da série Metroid Prime anteriores, com Samus saindo de sua nave, explorando um ambiente novo, usando a habilidade Morph Ball, escaneando um Pirata Espacial e encontrando o caçador de recompensas Sylux, que apareceu pela primeira vez em Metroid Prime Hunters. Foi revelado que esse será o primeiro título da série Metroid localizado para o português do Brasil.

Na apresentação da Nintendo Direct em 27 de março de 2025, foi apresentado o segundo trailer revelando o cenário do planeta Viewros, adição de novos inimigos, uma nova raça chamada Lamorn e os poderes psíquicos de Samus. Em 2 de abril, a Nintendo anunciou que o título será lançado para o Nintendo Switch 2, com resolução e taxa de quadros aprimoradas, incluindo uma opção de executar o jogo em resolução 4K a 60 quadros por segundo ou 1080p a 120 quadros por segundo. O jogo será compatível com os controles de mouse opcionais dos controles Joy-Con 2.